# Parancistrocerus declivatus
Parancistrocerus declivatus är en stekelart som först beskrevs av Richard Mitchell Bohart 1948.  Parancistrocerus declivatus ingår i släktet Parancistrocerus och familjen Eumenidae. Inga underarter finns listade i Catalogue of Life.